# خواکین پاستور
خواکین پاستور (انگلیسی: Joaquín Pastor؛ زادهٔ ۲۶ اکتبر ۱۹۸۷) بازیکن فوتبال اهل اسپانیا است.
از باشگاه‌هایی که در آن بازی کرده‌است می‌توان به باشگاه فوتبال فرنتس‌واروش و باشگاه فوتبال رئال مورسیا اشاره کرد.